# Bernhard Graefrath
Bernhard Graefrath (*12 février 1928 à Berlin - †3 janvier 2006 à Michaelsdorf) est un juriste allemand.

## Biographie
Il enseigne de 1963 à 1982 à l'Université Humboldt de Berlin et jusqu'en 1991 à l'Académie des Sciences de la RDA. De 1986 à 1991 il est membre de la Commission du droit international de l'ONU.
Il est l'un des principaux représentants dans le bloc soviétique du militantisme juridique: il désire concilier ainsi politique et droit, et lutter notamment contre l'influence des idéologies libérales et capitalistes dans le droit international.

## Œuvres
- Die Vereinten Nationen und die Menschenrechte. Deutscher Zentralverlag Berlin 1956
- Völkerrechtliche Verantwortlichkeit der Staaten. Berlin 1977
- Probleme des Völkerrechts. Berlin 1985
- Menschenrechte und internationale Kooperation. Berlin 1988